# یواس‌اس الینگتون (اس‌پی-۷۷۶)
یواس‌اس الینگتون (اس‌پی-۷۷۶) (به انگلیسی: USS Ellington (SP-776)) یک کشتی بود که طول آن ۶۱ فوت ۶ اینچ (۱۸٫۷۵ متر) بود. این کشتی در سال ۱۹۱۵ ساخته شد.